# 1978 a sportban
1978 főbb sporteseményei a következők voltak:
- január 22. Terepkerékpár-világbajnokság, Amorebieta
- január 25–26. Férfi gyorskorcsolya-Európa-bajnokság, Oslo
- január 26.–február 4. Férfi kézilabda-világbajnokság, Dánia
- január 29.–február 5. Alpesisí-világbajnokság, Garmisch-Partenkirchen
- január 31.–február 4. Műkorcsolya-Európa-bajnokság, Strasbourg
- február 11–12. Gyorskorcsolya sprintvilágbajnokság, Lake Placid
- február 17–28. Északisí-világbajnokság, Lahti
- február 22–28. Légfegyveres-Európa-bajnokság, Koppenhága
- február 25–26. Férfi gyorskorcsolya-világbajnokság, Göteborg
- március 1–5. Biatlon-világbajnokság, Hochfilzen
- március 4–5. Női gyorskorcsolya-világbajnokság, Helsinki
- március 7–11. Műkorcsolya-világbajnokság, Ottawa
- március 10–19. XI. asztalitenisz-Európa-bajnokság, Duisburg
- március 10–19. Jégkorong-világbajnokság, C csoport, Las Palmas
- március 11–12. IX. fedettpályás atlétikai Európa-bajnokság, Milánó
- március 18–26. Jégkorong-világbajnokság, B csoport, Belgrád
- március 25. Mezeifutó-világbajnokság, Glasgow
- április 9–15. Tollaslabda-Európa-bajnokság, Preston
- április 21–24. Kötöttfogású birkózó-Európa-bajnokság, Oslo
- április 25.–május 14. Jégkorong-világbajnokság, A csoport, Prága
- április 25.–május 14. Vuelta kerékpárverseny
- május 5–7. Cselgáncs-Európa-bajnokság, Helsinki
- május 5–7. Szabadfogású birkózó-Európa-bajnokság, Szófia
- május 6–20. II. Amatőr ökölvívó-világbajnokság, Belgrád
- május 20–26. XII. teke-világbajnokság, Luzern
- május 20–30. Női kosárlabda-Európa-bajnokság, Toruń, Poznań
- május 20.–június 10. Giro d’Italia kerékpárverseny
- május 29.–június 11. Roland Garros teniszbajnokság, Párizs
- június 1–25. XI. labdarúgó-világbajnokság, Argentína
- június 10–19. XXXVII. súlyemelő-Európa-bajnokság, Havířov
- június 26.–július 8. Wimbledoni teniszbajnokság, Wimbledon (London)
- június 29.–július 23. Tour de France kerékpárverseny
- július 5–9. Díjlovagló-világbajnokság, Goodwood
- július 12–22. XXXIV. vívó-világbajnokság, Hamburg
- július 12–22. Korong- és futóvadlövő-Európa-bajnokság, Suhl
- július 18.–október 18. Sakkvilágbajnoki döntő a Fülöp-szigeteki Baguióban Anatolij Karpov és Viktor Korcsnoj között. Karpov megvédi világbajnoki címét.
- július 21–29. Vitorlázó csillaghajó Európa-bajnokság, Medemblik
- augusztus 5–6. Íjász-Európa-bajnokság, Kenilworth
- augusztus 10–13. Kajak-kenu-világbajnokság, Belgrád
- augusztus 16–20. Díjugrató-világbajnokság, Aachen
- augusztus 16–21. Pályakerékpár-világbajnokság, München
- augusztus 19–23. Öttusa-világbajnokság, Jönköping
- augusztus 20–27. Birkózó-világbajnokság, Mexikóváros
- augusztus 20–28. Úszó-, műugró-, műúszó- és vízilabda-világbajnokság, Nyugat-Berlin
- augusztus 23–27. Országúti kerékpár-világbajnokság, Brauweiler, Nürburgring
- augusztus 24–27. Fogathajtó-világbajnokság, Kecskemét
- augusztus 24.–szeptember 3. Vitorlázó finn dingi Európa-bajnokság, Marstrand
- augusztus 25.–szeptember 6. VIII. női röplabda-világbajnokság, Minszk, Volgográd, Leningrád, Riga
- augusztus 25.–szeptember 7. IX. motoros műrepülő-világbajnokság, České Budějovice
- augusztus 26.–szeptember 6. XIV. ejtőernyős-világbajnokság, Zágráb
- augusztus 29.–szeptember 2. XII. atlétikai Európa-bajnokság, Prága
- augusztus 29.–szeptember 11. US Open teniszbajnokság, New York
- szeptember 2–10. Férfi gyeplabda-Európa-bajnokság, Hannover
- szeptember 13–17. Tájfutó-világbajnokság, Kongsberg
- szeptember 14–17. Military-világbajnokság, Lexington
- szeptember 20.–október 1. IX. férfi röplabda-világbajnokság, Róma, Bergamo, Udine, Velence, Parma, Ancona,
- szeptember 27.–október 4. Sportlövő-világbajnokság, Szöul
- október 4–8. XXXII. súlyemelő-világbajnokság, Gettysburg
- október 8. Mario Andretti nyeri a Formula–1-es világbajnokságot
- október 25.–november 12. – A 23. nyílt és 8. női sakkolimpia, Buenos Aires
- október 26–29. XIV. tornász-világbajnokság, Strasbourg
- november 1–5. Evezős-világbajnokság, Hamilton
- november 28.–december 10. Női kézilabda-világbajnokság, Cheb, Pozsony

## Születések
- január 2. – Davit Mudzsiri, grúz válogatott labdarúgó
- január 17. – Mandula Petra, magyar teniszezőnő
- január 19. – Zámbó Diána, paralimpiai bajnok, világbajnok, Európa-bajnok para-úszó, úszóedző, informatikus
- január 28. – Gianluigi Buffon, világbajnok olasz válogatott labdarúgó
- február 2.
  - Jevgenyij Cibuk, orosz jégkorongozó
  - Claudio Morel Rodríguez, paraguayi válogatott labdarúgó, edző
- február 18. – Josip Šimunić, horvát válogatott labdarúgó
- február 25. – Svein Maalen, norvég labdarúgóedző
- február 28. – Robert Heffernan, ír atléta, gyalogló
- március 1. – Philippa Roles, walesi atléta, diszkoszvető olimpikon († 2017)
- március 3. – Nicolas Kiesa, dán autóversenyző
- március 11. – Didier Drogba, elefántcsontparti labdarúgó
- március 12. – Casey Mears, amerikai NASCAR-versenyző
- március 24.
  - Bertrand Gille, olimpiai, világ- és Európa-bajnok francia kézilabdázó
  - Monika Soćko, lengyel női sakkozó, nagymester
- április 1.
  - Bócz Tamás, magyar labdarúgó
  - Andrej Konsztantyinovics Karjaka, orosz válogatott labdarúgó
- április 2. – Radim Novák, cseh labdarúgó († 2020)
- április 5. – Franziska van Almsick, olimpiai ezüstérmes, világ- és Európa-bajnok német úszónő
- április 8.
  - Abdul Rahim Ayew, ghánai válogatott labdarúgó
  - Gheorghe Chiper, román műkorcsolyázó
  - Nico Frommer, német labdarúgó
- április 24. – Willy Blain, világbajnok francia ökölvívó
- április 25. – Jean-Michel Lucenay, olimpiai, világ- és Európa-bajnok francia párbajtőrvívó
- április 29. – Niko Kapanen, világbajnok és olimpiai ezüstérmes finn jégkorongozó
- május 18. – Ricardo Carvalho,Európa-bajnok portugál válogatott labdarúgó
- május 19. – Alex Covelo, spanyol labdarúgó, edző
- május 21. – José Manuel Sierra, spanyol válogatott kézilabdázó
- május 26. – Lászka Balázs, magyar labdarúgó
- június 1. – Aleksandar Šapić, világ- és Európa-bajnok, olimpiai ezüstérmes szerb vízilabdázó
- június 2. – Merényi Tamás, labdarúgó, csatár, majd hátvéd, közéleti személyiség
- június 9.
  - Miroslav Klose, világbajnok német válogatott labdarúgó
  - Tonči Valčić, világbajnok horvát válogatott kézilabdázó, olimpikon
- június 11. – Alekszej Komarov, orosz jégkorongozó
- június 20. – Frank Lampard, angol válogatott labdarúgó
- június 28. – Adrian Petrea román kézilabdázó
- július 3. – Ryan Christie, kanadai jégkorongozó
- július 7. – Marcus Ahlm, Európa-bajnok svéd válogatott kézilabdázó
- július 21. – Nick Bootland, kanadai jégkorongozó és edző
- július 31. – Justin Wilson, brit autóversenyző († 2015)
- augusztus 5. – Kim Gevaert, olimpiai és Európa-bajnok belga atléta, futó
- augusztus 8. – Alekszej Petrovics Rasztvorcev, olimpiai bronzérmes orosz válogatott kézilabdázó
- augusztus 17. – Vjacseszlav Vlagyimirovics Pozdnyakov, Európa-bajnok, olimpiai bronzérmes orosz tőrvívó
- augusztus 23.
  - Kobe Bryant, olimpiai, Amerika- és NBA-bajnok amerikai válogatott kosárlabdázó, Naismith Memorial Basketball Hall of Fame-tag († 2020)
  - Georgi Csilikov, bolgár válogatott labdarúgó, edző
- szeptember 11. – Pablo Contreras, chilei válogatott labdarúgó
- szeptember 13. – Szuzumura Takuja, japán labdarúgó
- szeptember 15. – Andreea Cacovean, világ- és junior Európa-bajnok román szertornász, edző, politikus
- szeptember 16.
  - Suad Filekovič, szlovén válogatott labdarúgó
  - Szilágyi Viktor, magyar származású osztrák válogatott kézilabdázó
- október 6. – Denis Petukhov, orosz származású amerikai műkorcsolyázó
- október 19. – Ruslan Chagayev, üzbég ökölvívó
- október 19. – Enrique Bernoldi, brazil autóversenyző
- november 2. – Bartosz Grzelak, lengyel születésű svéd korosztályos válogatott labdarúgó, edző
- november 8. – Ivan Dinev, bolgár műkorcsolyázó
- november 15. – Ruslan Barburoș, moldáv válogatott labdarúgó († 2017)
- november 16. – Gerhard Tremmel, német labdarúgó
- november 19. – Věra Pospíšilová-Cechlová, olimpiai és világbajnoki bronzérmes cseh atléta, diszkoszvet
- november 29. – Dimítriosz Konsztantópulosz, görög válogatott labdarúgó kapus
- december 14.
  - Lakos Nikoletta, sakkozó, női nemzetközi nagymester, háromszoros magyar bajnok
  - Zdeněk Pospěch, cseh válogatott labdarúgó
- december 20. – Márcio Rodrigues, brazil válogatott labdarúgó

## Halálozások
- ? – Xercès Louis, francia válogatott labdarúgó, edző (* 1926)
- január 7. – George Burns, World Series bajnok amerikai baseballjátékos (* 1893)
- január 11. – Anthony Conroy, olimpiai ezüstérmes amerikai jégkorongozó (* 1895)
- január 16. – Heaton Wrenn, olimpiai bajnok amerikai rögbijátékos (* 1900)
- január 19. – Marius Jaccard, svájci jégkorongozó, kétszeres olimpikon (* 1898)
- január 21.
  - Püspöki Tibor, magyar távolugró olimpikon (* 1900)
  - Piti Péter, olimpiai negyedik helyezett magyar birkózó (* 1935)
  - Olav Sundal, olimpiai ezüstérmes norvég tornász (* 1899)
- február 17. – Erik Charpentier, olimpiai bajnok svéd tornász (* 1897)
- február 21. – Raoul Heide, világbajnok norvég párbajtőrvívó (* 1888)
- március 17. – Erdélyi Éva, magyar úszó, olimpikon (* 1943)
- március 20. – Jacques Brugnon, olimpiai ezüstérmes, Australian Open, Roland Garros, Wimbledon és Davis-kupa győztes francia teniszező (* 1895)
- március 21. – Sándor Béla, sakkozó, nemzetközi mester, magyar bajnok (* 1919)
- március 30. – Karel Hromádka, Európa-bajnok és világbajnoki bronzérmes csehszlovák jégkorongozó, olimpikon (* 1905)
- április 20. – Jack Graney, World Series bajnok amerikai baseballjátékos (* 1886)
- május 16. – Søren Alfred Jensen, olimpiai ezüstérmes dán tornász (* 1891)
- május 23. – Birger Sörvik, olimpiai bajnok svéd tornász (* 1879)
- május 25. – Hugo Helsten, olimpiai bajnok dán tornász (* 1894)
- május 28. – Ernest Cadine, olimpiai bajnok francia súlyemelő (* 1893)
- május 31. – Bozsik József, olimpiai bajnok és világbajnoki ezüstérmes magyar válogatott labdarúgó (* 1925)
- június 10.
  - Väinö Muinonen, Európa-bajnok finn atléta, hosszútávfutó (* 1898)
  - Berzsenyi Ralph, olimpiai ezüstérmes magyar sportlövő (* 1909)
- június 28. – Roman Sabiński, Európa-bajnoki ezüstérmes lengyel jégkorongozó, olimpikon (* 1908)
- július 6. – Balogh Ambrus, olimpiai bronzérmes magyar sportlövő (* 1915)
- július 8. – Harold Greenwood, Európa-bajnoki bronzérmes kanadai-brit jégkorongozó, olimpikon (* 1894)
- július 9. – Stere Adamache, román válogatott labdarúgókapus (* 1941)
- július 18. – Péter Miklós, olimpiai negyedik helyezett magyar tornász (* 1906)
- július 25. – Szegedi Károly, olimpiai hatodik helyezett magyar kenuversenyző (* 1953)
- július 31. – Søren Thorborg, olimpiai ezüstérmes dán tornász (* 1889)
- augusztus 9. – Keresztes Lajos, olimpiai és Európa-bajnok magyar birkózó (* 1900)
- szeptember 11. – Mike Gazella, World Series bajnok amerikai baseballjátékos (* 1895)
- szeptember 19. – Jesús Glaría, spanyol válogatott labdarúgó (* 1942)
- október 8. – Jim Gilliam, World Series bajnok amerikai baseballjátékos 1928)
- október 31. – František Šterc, világbajnoki ezüstérmes csehszlovák válogatott labdarúgó (* 1912)
- november 9. – Karl-Erik Svensson, olimpiai bajnok svéd tornász (* 1891)
- november 18. – Jiří Skobla, olimpiai bronzérmes, Európa-bajnok csehszlovák atléta, súlylökő (* 1930)
- november 20. – Orgonista Olga, Európa-bajnok magyar műkorcsolyázó (* 1901)
- november 27. – Roberto Larraz, olimpiai bronzérmes argentin tőrvívó (* 1898)
- december 13. – Csányi György, olimpiai bronzérmes, Európa-bajnok magyar atléta (* 1922)
- december 8. – Hegyi Gyula, a Magyar Olimpiai Bizottság egykori elnöke (* 1897)
- december 22. – Mednyánszky Mária, tizennyolcszoros világbajnok magyar asztaliteniszező (* 1901)
- december 29. – George Newberry, olimpiai bronzérmes brit kerékpáros (* 1917)